# Galium obovatum
Galium obovatum är en måreväxtart som beskrevs av Carl Sigismund Kunth. Galium obovatum ingår i släktet måror, och familjen måreväxter. Inga underarter finns listade i Catalogue of Life.